# Urbanización Fundación Mendoza

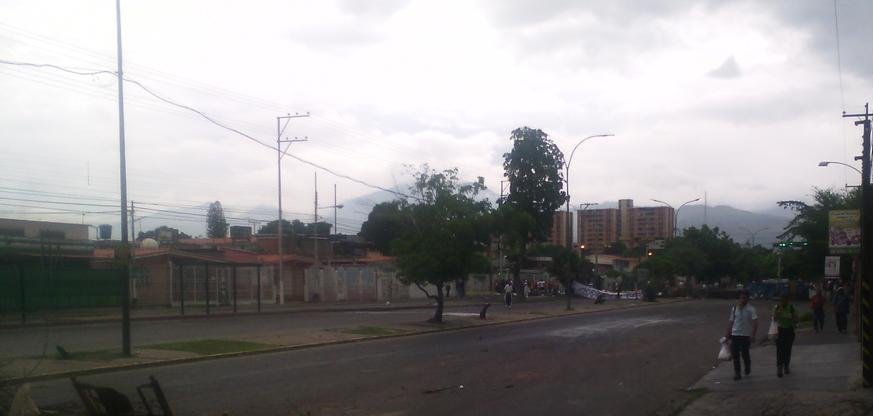
Vista de la urbanización a la altura de la av. Fuerzas Aéreas.

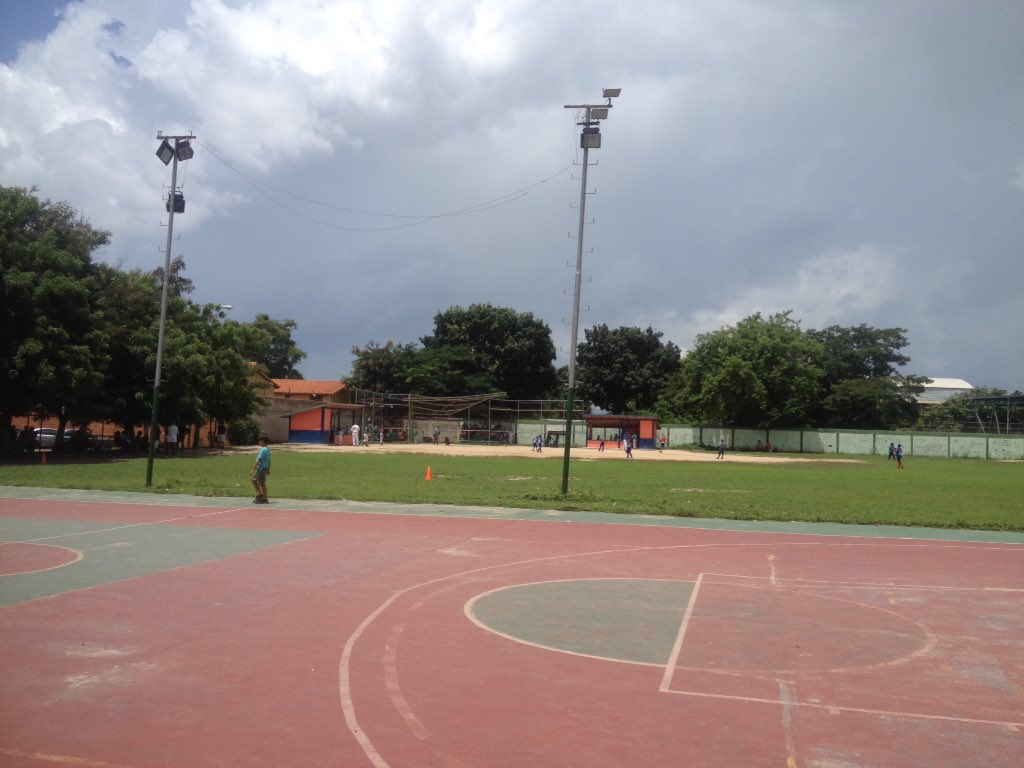
Cancha de la urbanización.

La urbanización Fundación Mendoza es un conjunto urbano ubicado entre las avenidas Fuerzas Aéreas y Bermúdez, en la parte sureste de Maracay, municipio Girardot, estado Aragua.
La construcción de esta urbanización estuvo supervisada por el empresario y filántropo Eugenio Mendoza Goiticoa, quien tuvo la facilidad de proveer los materiales constructivos para la elaboración de todo el conjunto urbanístico. Las casas originales eran prefabricadas de uno o dos pisos, con techos a dos aguas, ventanas en el frente, porche y patio. Fue inaugurada en 1968. Actualmente consta de escuela, cancha deportiva, iglesia, comercios, clínica, preescolar, y espacios para actividades culturales.